# Egil Austbø
Egil Normann Austbø (12 gennaio 1947) è un ex calciatore norvegese, di ruolo centrocampista.

## Carriera

### Giocatore

#### Club
Austbø giocò per un paio di stagioni nello Djerv, prima di militare nelle file del Brann dal 1966 al 1970. Successivamente, si trasferì allo Stord, per poi tornare al Brann nel 1974. In queste stagioni, visse le migliori annate della sua carriera e vinse la Coppa di Norvegia 1976. Rimase in squadra fino al 1977.

#### Nazionale
Conta 3 presenze per la Norvegia. Debuttò il 3 luglio 1969, subentrando a Olav Nilsen nella vittoria per 3-0 contro le Bermuda.

### Allenatore
Nel 1979, subentrò ad Ivar Hoff come allenatore del Brann.

## Palmarès

### Giocatore

#### Club

##### Competizioni nazionali
- Coppa di Norvegia: 1

Brann: 1976